# Mol (mjerna jedinica)
Mol je osnovna mjerna jedinica za množinu tvari (oznaka n). Jedna je od 7 osnovnih fizikalnih veličina međunarodnoga sustava jedinica.
Jedan mol označava skupinu od točno 6.02214076×1023  istovjetnih jedinki, koje mogu biti atomi, molekule, ioni, ionski parovi ili druge čestice.  Vrijednost mola odabrana je na temelju povijesne definicije mola kao količine tvari koja odgovara broju atoma u 12 grama ugljika 12C, što je činilo masu mola spoja izraženu u gramima, numerički jednakom prosječnoj molekulskoj masi spoja izraženoj u daltonima. S revizijom SI sustava iz 2019. brojčana je ekvivalentnost sada približna.
Jedan mol  bilo koje tvari sadrži Avogadrov broj broj jedinki, tj. NA = 6,02214129 · 1023 mol−1 jedinki.
Masa jednog mola neke tvari brojčano odgovara relativnoj atomskoj masi za elementarne tvari odnosno relativnoj molekulskoj masi za spojeve.
Takva masa uvijek sadrži Avogadrov broj jedinki tvari:
| Naziv tvari   | Ar / Mr | masa      | množina | brojnost jedinki |
| ------------- | ------- | --------- | ------- | ---------------- |
| željezo, Fe   | 55,847  | 55,847 g  | 1 mol   | N = 6,022·1023   |
| kisik, O2     | 31,9988 | 31,9988 g | 1 mol   | N = 6,022·1023   |
| amonijak, NH3 | 17,031  | 17,031 g  | 1 mol   | N = 6,022·1023   |
Uz množinu (n) i mol usko su vezani pojmovi brojnost (N), molna masa (M) i molni volumen(Vm0):
{\displaystyle n={\frac {N}{N_{A}}}={\frac {m}{M}}={\frac {V^{0}}{V_{m}^{0}}}}
U starijoj literaturi se mol spominje i kao g-mol, tj. gram-mol tvari, ali je upotreba ovih naziva nepreporučljiva.